# Litoria adelaidensis
A Litoria adelaidensis a kétéltűek (Amphibia) osztályának békák (Anura) rendjébe és a levelibéka-félék (Hylidae) családjába tartozó faj.

## Előfordulása
A faj Ausztrália endemikus faja. Az ország délnyugati részén honos. Természetes élőhelye mocsarak és lagúnák.

## Megjelenése
Mint angol neve, a slender tree frog is jelzi, a Litoria adelaidensis karcsú testfelépítésű. Teste vékony, lapos, orra hegyes. Hátának színe változatos, a teljesen barnától vagy zöldtől a zöldfoltos barnáig terjed. Oldalán sötétbarna vagy fekete csík húzódik, mely a szemvonalán túl az orrlyukáig tart; a vonal a szem és az orrlyuk között keskenyebb. Hasi oldal fehér, combjának belsején élénk vörös pöttyök láthatók. Hallószerve nagy és jól elkülönül. Mellső lábának ujjai közt többnyire nincs úszóhártya, hátsó lábainak ujjai háromnegyed részig hártyázottak. Hossza 4,7 cm.